# West Point (katonai akadémia)
A West Point (hivatalos nevén United States Military Academy, rövidítve USMA) az amerikai hadsereg katonai akadémiája és erődje. Az amerikai függetlenségi háborút követően 1778-ban a West Point lett az új ország első erődje, ezáltal manapság már az Egyesült Államok legrégebb óta folyamatosan üzemeltetett erődjének számít. A West Point Első vezetője Benedict Arnold volt.
Az 1802-ben alapított West Point az Egyesült Államok legrégebbi katonai akadémiája. Az akadémia diákjait kadétnak hívják. A West Point képzi ki az amerikai hadsereg számára a legtöbb tisztet, és a magas rangot elért tábornokok jelentős része erről az akadémiáról kerül ki. Jelenleg évi 900 felett található azon diplomások száma, akik hadnagyi rangban az amerikai hadseregbe kerülnek. Ez az új hadnagyok 25%-át teszi ki.
Az akadémia New York állam West Point településénél található, a Hudson-folyó mellett, nagyjából 80 km-rel New Yorktól északra (é. sz. 41° 23′ 38″, ny. h. 73° 57′ 16″41.393889°N 73.954444°W). A kampusz összterülete meghaladja a 65 négyzetkilométert, és ezzel a West Point a világ egyik legnagyobb területű iskolájának számít. Az amerikai haditengerészet annapolisi akadémiája csupán 1,37 négyzetkilométer, a légierő akadémiája Colorado Springsben pedig 73 km2. A szokásos egyetemi épületeken kívül West Pointon található még sípálya és tüzérségi lőtér.

## Kadétok kinevezési folyamata
1903 előtt az évfolyamok összlétszámát 600 főben korlátozták, bár a kinevezési folyamat sajátosságai illetve a hallgatók kibukása miatt ezt a számot ritkán érték el. Mindegyik képviselő a szavazókörzetéből egy kadétot jelölhetett felvételre, valamint mindegyik szenátor egy-egy diákot jelölhetett a saját államából. A társult területek delegátusai is egy-egy kadétot jelölhettek, az amerikai elnök pedig összesen harmincat. Így 89 betöltetlen hely maradt, amelyet különféle módon töltöttek fel, többek között sorállományú katonákkal és külföldiekkel. Mindegyik évfolyam nagyjából 150 kadéttal indult.
1903-ban az Amerikai Egyesült Államok Kongresszusa új törvényt hozott, ezután mindegyik szenátor, képviselő és kongresszusi tag két kadétot jelölhetett, akárcsak a kongresszusi képviselet nélküli Washington, valamint évi öt-öt egyéb jelöltet állíthatott. A jelenlegi szabályozás szerint mindegyik kongresszusi tagnak, valamint az amerikai alelnöknek öt-öt kadétjelöltje járhat egy időben a West Pointra. Ha egy jelölt lediplomázik vagy más módon kikerül az akadémiáról, akkor felszabadul egy hely. A jelölési folyamat nem politikai alapon működik, és a jelölteknek nem kell személyesen is ismerniük a kongresszusi képviselőjüket ahhoz, hogy jelöltté válhassanak. A kongresszusi képviselők egy-egy üresedésre általában tíz jelöltet javasolnak. A jelöltek a bejutásért versenyezhetnek egymással, illetve egy jelöltet a képviselő a többinél erősebb támogatásban is részesítheti. Versenyeztetett jelölésnél az akadémia megvizsgálja mind a tíz jelölt aktáját, és a legképzettebbet választja. Amennyiben egy képviselő egy jelöltet kiemelt támogatásban részesít, akkor az akadémia őt fogja választani még akkor is, ha a többi jelölt esetleg képzettebb - persze csak abban az esetben, ha ez a jelölt is megfelel a West Point testi, orvosi és iskolai követelményeinek. Egy kiemelt képviselői jelölés megszerzése nagyban függ attól, hogy az adott államból mennyien pályáznak. A jelölés általában egy pályázat beadásával kezdődik, amelyet egy vagy több kisdisszertáció valamint ajánlólevél követhet. Ezeket a pluszkövetelményeket a kongresszusi képviselők támasztják a West Point szokásos felvételijén túl.

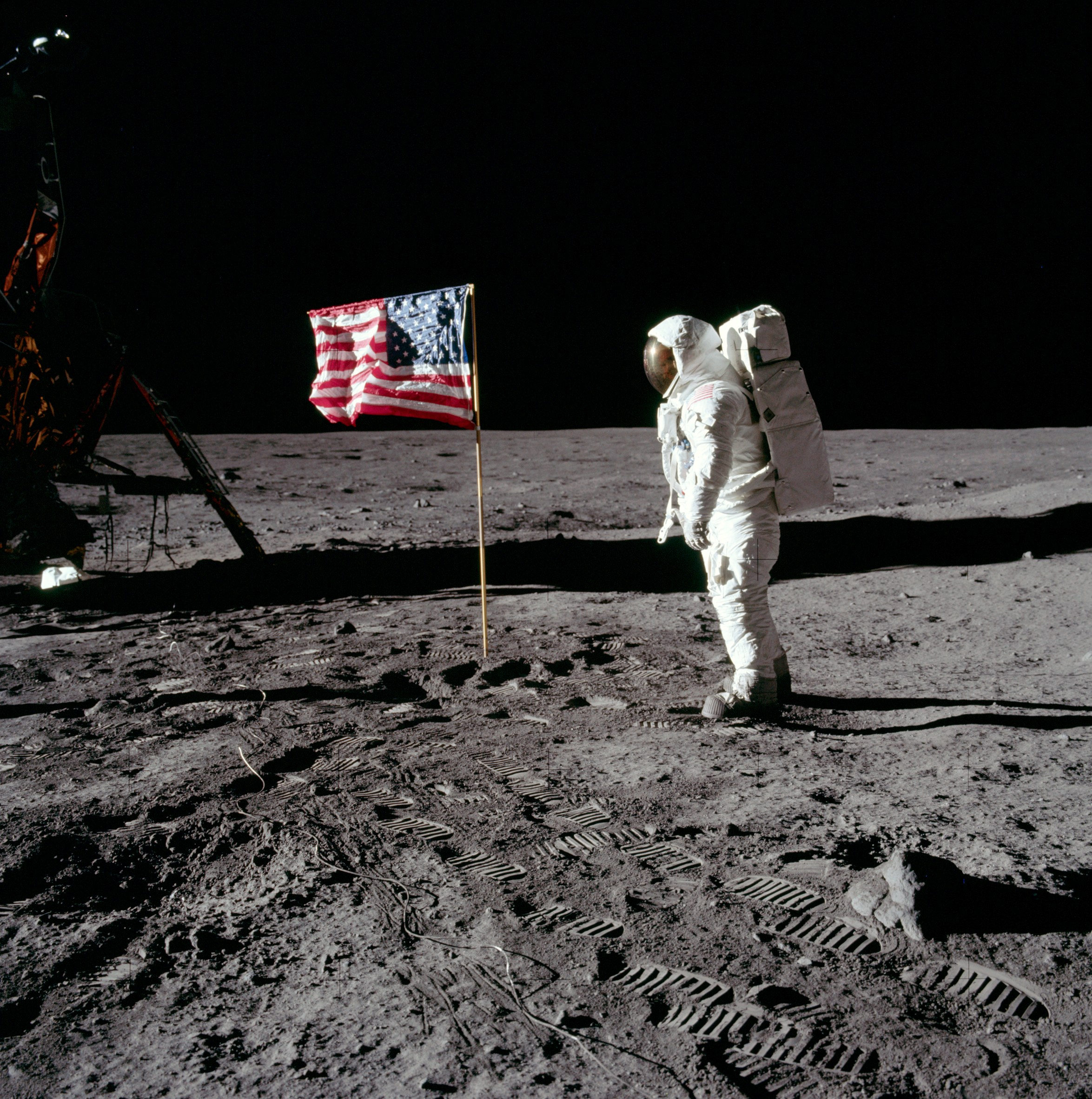
Buzz Aldrin az 1951-es osztállyal végzett

A West Point emellett további helyeket tart fenn hivatásos katonák gyermekei részére (évi 100 hely), sorállományú katonák számára (évi 170 hely), tartalékos tisztképző kadétok számára (évi 20 hely), valamint csatában elesett, 100%-osan rokkant, hadifogoly vagy eltűnt katonák gyermekei részére (65 hely). Medal of Honorral kitüntetett katonák gyermekeinek nem kell külön felvételizni vagy jelölést szerezni, de továbbra is meg kell felelni a felvételi követelményeknek.
A jelölési rendszernek köszönhetően az összes üresedést betöltik. Amennyiben egy jelölt megfelel a követelményeknek, de a pályázott üresedését már betöltötték, elképzelhető, hogy egy másik üresedésnek jobban megfelel, mint a többi kandidátus – ebben az esetben tehát mégis felvételt nyerhet a West Pointra. A feltételeknek megfelelő, de fel nem vett pályázók esetlegesen felvételt nyerhetnek a New Jersey-t Fort Monmouth-ban található United States Military Academy Preparatory School előkészítő iskolába, ahonnan egy évvel később már felvételi nélkül bekerülnek a katonai akadémiára.
Az amerikai felvételin kívül a West Point évi 20 kadétot vesz fel külföldről. Ezek képzési költségeit a küldő ország állja.

### Felvételi követelmények
17 és 23 év közötti kor, nőtlen vagy hajadon családi állapot, gyermektartási kötelezettség nélkül, valamint erős morális tartás. A jelenlegi felvételi folyamat része egy felvételi lap kitöltése, megfelelés különféle standardizált teszteknek, valamint személyes ajánlások. A pályázóknak meg kell felelniük egy pályaalkalmassági vizsgának valamint egy teljeskörű orvosi vizsgálatnak. Nem korrigálható látási hibák valamint egyéb sérülések vagy betegségek esetén a pályázókat eltanácsolják - kivéve, ha tanulmányi eredményeik kiemelkedően magasak.

### Végzés
A végzős hallgatók BSc egyetemi diplomát kapnak és a legtöbbjüket a legalacsonyabb tiszti, hadnagyi rangban felveszik az amerikai hadseregbe, ahol legalább 5 éves aktív szolgálatot és 3 éves tartalékos szolgálatot kell letenniük. Szakosodni a tanulmányi eredmények és a személyes preferenciák alapján lehet. A külföldi kadétokat a saját országuk hadseregébe nevezik ki.
1959 után a kadétok lehetőséget kaptak keresztkinevezésre, azaz arra, hogy egy másik fegyvernemben kapjanak tiszti rangot – amennyiben persze megfelelnek a kinevezési követelményeknek. Viszonylag kevesen választanak keresztkinevezést, és a cserék általában egy az egyhez arányban történnek. A terrorizmus elleni háború miatt azonban a US Army jelentős mértékben igényeli a szakképzett tiszteket, ezért a keresztkinevezéseket felfüggesztették.

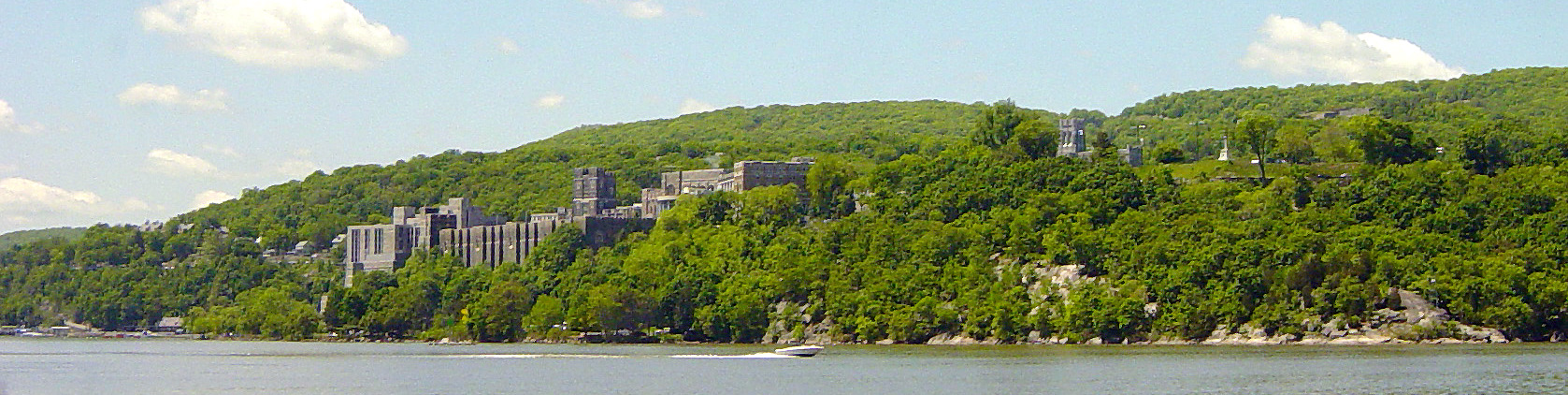
A katonai akadémia látképe a Hudson-folyó túlpartjáról

## Tantárgyak
A kadétokat a tananyag elsajátítása, a fizikai kondíció valamint a hadvezetési képességeik alapján osztályozzák.
A tananyag 31 központi tárgy köré épül, amelyben egyaránt megtalálható humán és reál tantárgyak. Mindegyik kadétnak legalább három-három tantárgyat kell felvennie mérnöki tudományokból illetve matematikából. A kadétok a második év őszén választják ki a diplomához szükséges szakosodást, és a harmadik évig mind ugyanazt tanulják. A mérnöki tantárgyak miatt a jelenlegi 43 szakosodás mindegyike BSc diplomát ad.
A testnevelési programban a testnevelési foglalkozások mellett versenyatlétikai elemek is találhatók. Mindegyik kadétnak részt kell vennie egy atlétikai sportban, és akárcsak a hadsereg katonáinak, évi két fizikai kondíció-vizsgán kell átmennie. Évente egyszer a kadétokat egy terem akadályversenyen mérik fel, amely többek szerint "az év legrosszabb három perce".
A kadétok a West Pointban töltött első perctől kezdve sajátítják el az alapvető katonai képességeket, többek között a vezetési képességeket is. A kiképzés nagy része nyáron történik. Az első nyár a kadét alapkiképzéssel telik el, a második év pedig a közeli Camp Buckner terepkiképzésével. A harmadik és a negyedik nyár folyamán a kadétok a világ számos pontján található amerikai támaszpontokon sajátítják el a szakosodással kapcsolatos képzéseket: légi deszant, hegyi hadviselés, vezetési ismeretek. A kadétok barakkokban laknak, és az iskolaév során vezetési pozíciókba kerülnek, vezetési felelősséget vállalnak.
A második év nyarán Camp Bucknerben a kadétok elsajátítják számos fegyverrendszer alapjait és többféle hadgyakorlaton vesznek részt. A másodévesek a harmadévesek parancsnoksága alá tartoznak, a negyedévesek pedig szakaszparancsnoki vagy századparancsnoki beosztást kapnak. Nyolc században egyenként négy szakasz található, és mindegyik részt vesz a kétszer három hetes kiképzésben. Az első háromhetes blokk a kiképzésre, a második a gyakorlati ismeretekre helyezi a hangsúlyt. A gyakorlatok között szerepel az elsősegély és a mentés, az őrjárat, a kutatás és támadás valamint a szárazföldi tájékozódás. A hathetes kiképzés után a az egyes kiképzési pontokon legjobban szerepelt század kitüntetésben részesül. A díjátadás után a másodéveseket kadét tizedessé léptetik elő.
A formális képzés része a morális és etikai fejlesztés is: a katonai hivatás értékrendjének hivatalos elsajátítása, önkéntes vallásos programok, kapcsolatfelvétel az akadémia példaképeivel, meghívott előadók meghallgatása. A West Point erkölcsrendszerének alapja az akadémia mottójában is olvasható: "Duty, Honor, Country" (kötelességtudat, becsület, hazaszeretet). A kadétoknak emellett meg kell felelniük a kadétok becsületrendjének: "Egy kadét nem lop, csal vagy hazudik, és nem viseli el azokat, akik igen."

### Szervezeti felépítés

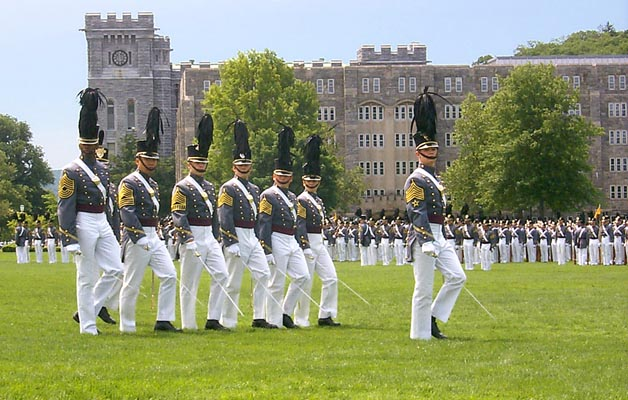
Felvonuló kadétok

A kadéthadtest az alábbi módon épül fel:
(A kadétok pontos száma évről évre változik)
- 1 dandár (4000 kadét), benne:
- 4 ezred (1000 kadét), benne:
- 2 zászlóalj (500 kadét), benne:
- 4 század (120 kadét), benne:
- 4 szakasz (30 kadét), benne:
- 4 osztag (7 kadét), benne:
- 2–3 csapat (2–3 kadét)

## Történet
Az erőd helyszínét George Washington választotta ki, a terveket 1778-ban Tadeusz Kościuszko készítette el. A Hudson-folyó mentén egy egész erődláncot építettek fel, hogy a brit hadihajóknak megakadályozzák a folyó hajózását. Bár az erődrendszer éles bevetésére soha nem került sor, a lánc teljesítette a neki szánt feladatot, és brit hadihajók nem hajóztak a Hudson-on.
Washington tábornok a West Point erődítményét tartotta a kontinens egyik legfontosabb pozíciójának. A Hudson-folyó keskeny "S" kanyarja feletti dombtetőkről a kontinentális hadsereg az egész folyó forgalmát ellenőrizhette. Washington véleménye szerint a brit hadsereg ketté szakíthatta volna a kolóniákat, ha ezt a területet az ellenőrzése alá vonja. Benedict Arnold a West Point erőd parancsnokaként követte el a hírhedt hazaárulását, amikor azt az angoloknak próbálta meg eladni.
George Washington hamar felismerte, hogy az országnak szüksége van egy katonai akadémiára. Thomas Jefferson külügyminiszter szerint az alkotmányban nem volt lehetőség katonai akadémia alapítására, ám amikor elnök lett, 1802. március 16-án törvénybe iktatta a West Point katonai akadémia létrehozását. Az akadémia azon év július 4-én nyitotta meg kapuit.
Az akadémia igazgatója 1817 és 1833 között Sylvanus Thayer ezredes volt, akit ma már az akadémia szülőatyjaként tartanak számon. Thayer feljavította az oktatás színvonalát, bevezette a katonai fegyelmet és jelentős figyelmet szentelt a tisztességes viselkedésre nevelésnek. Szintén Thayer hozta létre a ma már nevéhez kötődő tanítási eljárásokat, amelyek az önálló tanulást, a napi házi feladatokat és a kis osztályméretet szorgalmazták. A francia École Polytechnique struktúráját átvéve Thayer az építészmérnöki tudományokra alapozta az akadémiai oktatást. Az első fél évszázadban nagyrészt a West Point diplomásai építették ki az USA első vasútvonalait, hidait, kikötőit és utait. Az akadémia építészmérnöki hagyománya a mai napig jelentős szerepet játszik az Egyesült Államok infrastruktúrájában – lásd a hadsereg mérnöki hadtestét (U.S. Army Corps of Engineers).

### Az amerikai polgárháború után
Az amerikai polgárháború után többi műszak egyetem is alakult az országban, és így a West Point kiterjeszthette látókörét az építészmérnöki tudományokon túlra.
1810-ben és 1816-ban nem volt végzős évfolyam – 1861, 1917, 1918 és 1943 háborús éveiben azonban egy évben két évfolyam is diplomát kapott, ahogy 1922-ben is. A diplomaosztóra emlékeztető évfolyamgyűrű amerikai szokása a West Point 1835-ös évfolyamával kezdődött, és azóta is tart. Az 1879-es évfolyam mandzsettagombokat is kapott a gyűrű mellé. Egy pár másik évfolyamnál a kadétok egyedi karkötőket is készíttettek.
Az amerikai függetlenségi háborúban betöltött szerepéért és magáért a katonai akadémiáért a West Point területének nagy részét 1960-ban történelmi jelentőségű védett területté nyilvánították.
A második világháború után Douglas MacArthur igazgató bővíteni kívánta az akadémia tantárgyainak körét. A modern hadviselés fizikai terhelését felismerve MacArthur jelentősen szigorított testedzés és a fizikai kondíció feltételein, célját a "mindegyik kadét legyen egy atléta" mondat foglalja össze. A hagyományőrző becsületrendszert hivatalosan is kodifikálták.
Miután 1947-ben a légierő külön fegyvernemmé alakult és levált a hadseregről, 1959-ig, a légierős akadémia első végzős osztályáig, a West Point kadétjai választhattak, hogy végzés után légierős tisztté avassák őket.
1964-ben Lyndon B. Johnson elnök törvényben növelte a kadéthadtest méretét 2529-ről 4417-re.

## Nők az akadémián
Az első női kadétokat 1976-ban vették fel a West Pointra, miután a kongresszus törvényben engedélyezte a nők felvételét az összes szövetségi fegyveres erőhöz. A West Point elsőévesei között 10-12 százalék a nők aránya. A nők ugyanazokat tanulják, mint a férfiak, és egy pár kivételtől eltekintve ugyanabban a testnevelési rendszerben vesznek részt. A hadsereg erőnléti vizsgáján és a beltéri akadálypályán a nőknek valamennyivel alacsonyabbak a feltételeik, valamint a sportok közül nem bokszolnak.
Az első nők 1980-ban diplomáztak. 1989-ben Kristen Baker lett a legmagasabb rangú kadét az akadémián. Teljesítményére ma szobor emlékeztet. Baker óta még két másik nő érte el a kadétszázadosi rangot: Grace H. Chung 2004-ben és Stephanie Hightower 2006-ban.
Rebecca Halstead az 1981-es évfolyamot végezte el, és ő lett az első női tábornok, amikor 2005-ben dandártábornokká léptették elő.

## Híres volt kadétok
West Pointban számos híresség végzett, közülük az ismertebbek listája, illetve azoké, akikről létezik magyar nyelvű szócikk:
| Név                               | Név | Végzett | Megjegyzés |
| --------------------------------- | --- | ------- | --- |
| Jefferson Davis tábornok          |     | 1828    | Az Amerikai Konföderációs Államok egyetlen elnöke                                                                     |
| Robert E. Lee tábornok            |     | 1829    | Konföderációs tábornok                                                                                                |
| George G. Meade tábornok          |     | 1835    | A gettysburgi csata győztese                                                                                          |
| Jubal A. Early tábornok           |     | 1837    | Konföderációs tábornok                                                                                                |
| William T. Sherman tábornok       |     | 1840    | Az amerikai hadsereg főparancsnoka                                                                                    |
| Abner Doubleday ezredes           |     | 1842    | Az amerikai polgárháború hőse, a baseball egyik kitalálója                                                            |
| James Longstreet tábornok         |     | 1842    | Konföderációs tábornok                                                                                                |
| Ulysses S. Grant tábornok         |     | 1843    | Amerikai elnök |
| Thomas J. Jackson tábornok        |     | 1846    | Konföderációs tábornok                                                                                                |
| Philip Sheridan tábornok          |     | 1853    | Uniós tábornok, később az amerikai hadsereg főparancsnoka                                                             |
| J.E.B Stuart tábornok             |     | 1854    | Az amerikai polgárháborúban a déliek egyik legjobb lovastisztje.                                                      |
| George A. Custer tábornok         |     | 1861    | Északi tábornok, az indiánok ellen háborúban elveszti a Little Big Horn-i csatát                                      |
| George Washington Goethals        |     | 1880    | A Panama-csatorna építője                                                                                             |
| John Pershing hadseregtábornok    |     | 1886    | A legmagasabb rangú amerikai tábornok                                                                                 |
| Douglas MacArthur tábornok        |     | 1903    | A szövetséges csapatok legfelsőbb parancsnoka a második világháború során                                             |
| Henry "Hap" Arnold tábornok       |     | 1907    | Az amerikai légierő vezérkari főnöke 1938-1949                                                                        |
| George Patton tábornok            |     | 1909    | Hadsereg tábornok |
| Omar Bradley tábornok             |     | 1915    | Összfegyvernemi vezérkari főnök                                                                                       |
| Dwight D. Eisenhower tábornok     |     | 1915    | Amerikai elnök |
| Matthew B. Ridgway tábornok       |     | 1917    | A NATO legfelsőbb parancsnoka 1952–1955                                                                               |
| Joseph Lawton Collins tábornok    |     | 1917    | A hadsereg vezérkari főnöke a koreai háború során                                                                     |
| Leslie Richard Groves altábornagy |     | 1918    | Felügyelte a Pentagon építését, a Manhattan terv vezetője                                                             |
| Maxwell D. Taylor tábornok        |     | 1922    | A hadsereg vezérkari főnöke (1955-1959), később politikus                                                             |
| Mickey Marcus ezredes             |     | 1924    | Az amerikai hadsereg ezredese, majd az izraeli hadsereg első vezérőrnagya                                             |
| James M. Gavin altábornagy        |     | 1929    | Slim Jim, a legfiatalabb amerikai tábornok a második világháború során, a légi deszantos hadtest létrehozója          |
| Creighton Abrams tábornok         |     | 1936    | A vietnámi háború során az amerikai csapatok parancsnoka, 1972-1974 között a hadsereg vezérkari főnöke                |
| William Westmoreland tábornok     |     | 1936    | A vietnámi háború során az amerikai MACV parancsnoka                                                                  |
| Anastasio Somoza Debayle tábornok |     | 1946    | Nicaraguai elnök |
| Alexander Haig tábornok           |     | 1947    | Ronald Reagan első külügyminisztere                                                                                   |
| Frank Borman ezredes              |     | 1950    | A NASA asztronautája                                                                                                  |
| Fidel V. Ramos tábornok           |     | 1950    | Fülöp-szigeteki elnök                                                                                                 |
| Buzz Aldrin ezredes               |     | 1951    | A NASA asztronautája                                                                                                  |
| Michael Collins                   |     | 1952    | A NASA asztronautája                                                                                                  |
| Edward H. White alezredes         |     | 1952    | A NASA asztronautája, első amerikai űrséta a Gemini–4 űrhajóval. Meghalt, amikor az Apollo–1 fedélzetén tűz ütött ki. |
| Norman Schwarzkopf tábornok       |     | 1956    | Stormin' Norman, az 1991-es Öbölháború alatt a koalíciós erők parancsnoka                                             |
| Jim Nicholson ezredes             |     | 1961    | Politikus |
| Eric Shinseki tábornok            |     | 1965    | Az amerikai hadsereg vezérkari főnöke                                                                                 |
| Wesley Clark tábornok             |     | 1966    | 4 csillagos tábornok, a NATO európai haderejének főparancsnoka 1997 és 2000 között                                    |
| Jack Reed százados                |     | 1971    | Politikus, Rhode Island-i szenátor                                                                                    |
| William S. McArthur ezredes       |     | 1973    | A NASA asztronautája                                                                                                  |